# Grande Prêmio da Itália de 2016
Grande Prêmio da Itália de 2016 (formalmente denominado Formula 1 Gran Premio Heineken d'Italia 2016) foi a decima quarta etapa da temporada de 2016 da Fórmula 1. Foi disputado no dia 4 de setembro de 2016 no Circuito de Monza, Monza, Itália.

## Relatório

### Antecedentes
Aposentadoria de Felipe Massa
Felipe Massa confirmou, nesta quinta-feira (1) que vai encerrar sua carreira na F1 ao fim desta temporada. Pela manhã, a escuderia britânica anunciou a convocação da imprensa para uma entrevista coletiva no começo da tarde em Monza, com a presença do piloto de 35 anos ao lado de Claire Williams e da sua família. No fim das contas, veio a confirmação que alguns já esperavam: depois de quase 14 temporadas completas, 11 vitórias, 16 poles, 15 voltas mais rápidas, 41 pódios e o vice-campeonato mundial conquistado em 2008, Massa vai encerrar sua carreira na F1 ao fim de 2016.
Liberação de Magnussen após o Acidente
Após a batida forte no GP da Bélgica, FIA libera Kevin Magnussen para disputar GP da Itália. O piloto sofreu uma batida na 6º volta ao sair da famosa curva Eau Rouge, o dinamarquês da Renault perdeu o controle do seu carro e se chocou contra a barreira de pneus. A pancada foi tão forte que a proteção de cabeça do cockpit voou longe. Apesar da violência do impacto, Magnussen saiu tranquilamente do carro e foi levado consciente para ser examinado no hospital local, sendo liberado em seguida apenas com um tornozelo inchado. Ao retornar para a Dinamarca, o piloto de 23 anos foi novamente examinado, bem como ao chegar no circuito de Monza, na Itália (desta vez por médicos da FIA), e recebeu o ok para disputar a etapa italiana.
O Ano Sabático de Jenson Button
Após o treino classificatório deste sábado, a McLaren anunciou o que classifica como uma "inovadora estratégia de três pilotos" para as duas próximas temporadas. Sua dupla no próximo ano será o espanhol Fernando Alonso e o jovem belga Stoffel Vandoorne, atual reserva. E Jenson Button? Não, o britânico de 36 anos não confirmou sua aposentadoria da F1. Especulado na Williams por meses, o campeão mundial de 2009 segue na McLaren como piloto reserva e embaixador. Além disso, tem a opção de voltar a ser titular em 2018, caso Alonso decida encerrar a carreira.
Presidente do Grupo McLaren, Ron Dennis admitiu que o retorno de Jenson Button como titular em 2018 é uma possibilidade real. Com a medida, o britânico pode tirar um ano mais relaxado em 2017 e, caso a equipe acerte a mão com o carro no novo regulamento, seu vínculo o deixa com chances de voltar na temporada seguinte.

### Treino Classificatório
Q1
O primeiro a dar adeus ao treino classificatório foi Esteban Ocon. O francês da Manor, que estreou na F1 na etapa anterior, teve problemas no carro e abandonou a sessão logo nos primeiros minutos sem sequer ter marcado volta. Seu parceiro Pascal Wehrlein, por sua vez, aproveitou o motor Mercedes e avançou em 14º. Felipe Nasr e Marcus Ericsson não conseguiram levar a fraca Sauber para o Q2. A dupla da Renault, Jolyon Palmer e Kevin Magnussen, também ficou pelo caminho. Daniil Kvyat, da STR, deu prosseguimento ao seu inferno astral e completou os eliminados, enquanto Fernando Alonso escapou por muito pouco com a McLaren. Lewis Hamilton avançou em primeiro, seguido por Rosberg, ambos com pneus supermacios (vermelhos). Destaque para Vettel e Raikkonen, que usaram apenas os compostos macios (amarelos) e se classificaram em 3º e 5º, respectivamente, intercalados entre as RBRs de Ricciardo e Verstappen, esses por sua vez com os supermacios.
Q2
O Q2 marcou a eliminação de Felipe Massa. O brasileiro foi empurrado nos segundos finais por Sergio Pérez e acabou fora do top 10, em 11º lugar. Seu companheiro Valtteri Bottas, por outro lado, conseguiu avançar na 4ª colocação. Após a Ferrari poupar pneus supermacios no Q1, a Mercedes decidiu usar apenas os macios no Q2 e mesmo assim ficou com as duas primeiras posições, com Hamilton seguido por Rosberg. Vettel e Raikkonen repetiram o 3º e 5º lugares. Também garantiram vaga na superpole: Ricciardo (6º), Verstappen (8º), Pérez (9º) e Hulkenberg (10º). A surpresa ficou por conta de Esteban Gutiérrez, em 7º, avançando para o Q3 pela primeira vez na temporada com a Haas. Além de Massa, também caíram fora: Romain Grosjean, Fernando Alonso, Pascal Wehrlein, Jenson Button e Carlos Sainz Jr..
Q3
Rosberg anotou 1m21s646 em sua primeira tentativa de volta rápida no Q3, mas logo na sequência foi batido por Hamilton, que emplacou 1m21s358. Raikkonen e Vettel vinham a seguir, enquanto Bottas aparecia em quinto, surpreendendo Ricciardo e Verstappen.
Nos minutos finais do Q3, Nico Rosberg melhorou sua volta apenas em alguns centésimos, baixando para 1m21s613, não o suficiente para alcançar Lewis Hamilton. Mesmo com a pole garantida, o britânico foi ainda mais rápido, cravando 1m21s135 e mostrando que é o cara a ser batido em Monza. Sebastian Vettel e Kimi Raikkonen asseguraram a segunda fila, enquanto Valtteri Bottas se manteve na frente da dupla da RBR, Daniel Ricciardo e Max Verstappen depois a dupla da Force India, Sergio Pérez, Nico Hulkenberg e o piloto da Haas Esteban Gutiérrez que completou no top 10.

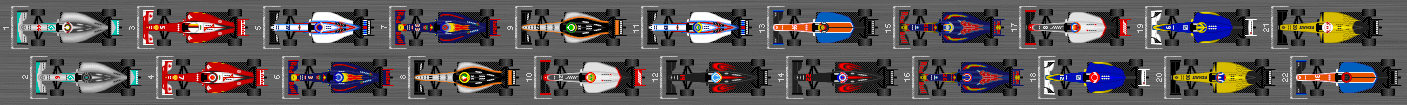
Grid de Largada

### Corrida
Pole position, Hamilton demorou a arrancar e foi engolido por seus principais rivais, caindo para a sexto. Rosberg assumiu a ponta, seguido por Vettel, Raikkonen, Bottas e Ricciardo. Verstappen foi outro que largou mal e caiu de 7º para 10º. De 11º, Massa fez uma largada agressiva, deu um chega pra lá em Alonso e mergulhou por dentro na primeira variante, ganhando duas posições e subindo para 9º.
Tentando se recuperar logo do prejuízo, Hamilton passou Ricciardo e assumiu o 5º lugar. Felipe Nasr, que largara em 18º, envolveu-se em um incidente com Palmer, teve um pneu furado e foi para os boxes. O inglês da Renault quebrou a asa dianteira no choque e também precisou fazer reparos.
Nasr até tentou voltar para a corrida, mas recolheu para a garagem pouco depois. Três voltas depois foi a vez de Palmer também deixar a prova. Hamilton, enfim, conseguiu se aproximar de Bottas, acionou a asa móvel na reta principal e fez a ultrapassagem por fora, subindo para 4º.
Quinto colocado, Bottas foi o primeiro dos ponteiros a ir para os boxes. O finlandês trocou os supermacios por macios e retornou em 8º. Imprimindo um ritmo forte, o líder Rosberg já havia aberto mais de 12s do segundo colocado Vettel em apenas 15 voltas. Considerado responsável pela batida com Palmer, Nasr foi punido com 10s pela direção de prova e só voltou para a pista para cumpri-la, recolhendo logo depois novamente. Em nono, Massa fez seu pit stop, colocou novo jogo de compostos macios e voltou em 10º. Vettel e Raikkonen fizeram suas paradas e colocaram outros jogos de pneus supermacios. Com isso, Hamilton subiu para a segunda posição. Rosberg e Hamilton, que largaram de pneus macios, eram os únicos dos líderes que não haviam parado nos boxes. Com 35s de vantagem para o terceiro colocado Vettel, o alemão da Mercedes poupava equipamento, enquanto o britânico, 15s atrás do líder, tentava recuperar terreno.  O líder Rosberg fez seu pit stop e trocou os pneus macios pelos médios, visando ir até o fim da prova com apenas uma parada. Em segundo, Hamilton foi aos boxes na volta seguinte e seguiu a escolha de Rosberg, pneus médios para uma parada única, retornando em 4º, atrás da dupla da Ferrari. Pascal Wehrlein teve uma pane no carro da Manor e teve que parar na lateral da pista, sendo mais um a abandonar. Bottas, Vettel, Raikkonen, Ricciardo, Verstappen e Massa fizeram mais um pit stop.  Punido com 5s por exceder o limite de velocidade nos boxes, Daniil Kvyat, da STR, preferiu recolher para a garagem e abandonou. Após 40 voltas, Rosberg liderava com 10s de vantagem sobre Hamilton. Vettel vinha 15s atrás, seguido por Raikkonen, Bottas, Ricciardo, Pérez e Verstappen. Completavam o top 10, Massa e Hulkenberg. Tentando se aproximar de Rosberg, Hamilton errou a freada na primeira chicane e teve que passar por fora da pista, vendo o companheiro abrir ainda mais na frente. A corrida seguiu com poucas movimentações ao longo de diversas voltas. A única atração era um duelo amistoso entre Alonso e Button, parceiros de McLaren, pelo 12º lugar. Melhor para o inglês, que estava com pneus supermacios contra macios do espanhol, e levou a melhor. Ricciardo quebrou a monotonia com uma bela manobra sobre Bottas. O australiano mergulhou por dentro na primeira chicane, freou o mais tarde possível e tomou o 4º lugar no braço.
Com extrema tranquilidade, Nico Rosberg levou sua Mercedes até a bandeirada, cruzando a linha de chegada com 15s de vantagem sobre Lewis Hamilton. Sebastian Vettel completou o pódio, seguido de Kimi Raikkonen, Daniel Ricciardo, Valtteri Bottas, Max Verstappen, Sergio Pérez, Felipe Massa e Nico Hulkenberg fecharam a zona de pontuação.

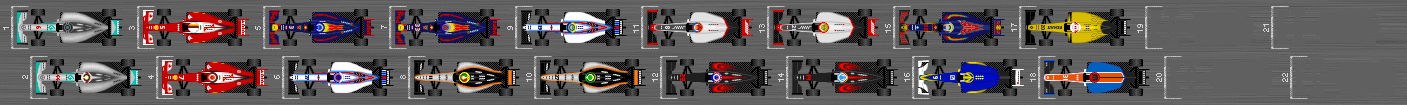
Resultado da Corrida

## Pneus
| Nome do composto | Cor | Banda de rolamento | Condições de Tempo | Dry Type  | Aderência      | Longevidade   |
| ---------------- | --- | ------------------ | ------------------ | --------- | -------------- | ------------- |
| Super Macio      |     | Slick (P Zero)     | Seco               | Supersoft | Mais aderência | Menos durável |
| Macio            |     | Slick (P Zero)     | Seco               | Soft      | Médio          | Médio         |
| Medio            |     | Slick (P Zero)     | Seco               | Medium    | Médio          | Médio         |

## Resultados

### Treino Classificatório
| Pos.                     | Nº | Piloto            | Construtor           | Q1       | Q2       | Q3       | Grid |
| ------------------------ | -- | ----------------- | -------------------- | -------- | -------- | -------- | ---- |
| 1                        | 44 | Lewis Hamilton    | Mercedes             | 1:21.854 | 1:21.498 | 1:21.135 | 1    |
| 2                        | 6  | Nico Rosberg      | Mercedes             | 1:22.497 | 1:21.809 | 1:21.613 | 2    |
| 3                        | 5  | Sebastian Vettel  | Ferrari              | 1:23.077 | 1:22.275 | 1:21.972 | 3    |
| 4                        | 7  | Kimi Raikkonen    | Ferrari              | 1:23.217 | 1:22.568 | 1:22.065 | 4    |
| 5                        | 77 | Valtteri Bottas   | Williams-Mercedes    | 1:23.264 | 1:22.499 | 1:22.388 | 5    |
| 6                        | 3  | Daniel Ricciardo  | Red Bull-TAG Heuer   | 1:23.158 | 1:22.638 | 1:22.389 | 6    |
| 7                        | 33 | Max Verstappen    | Red Bull-TAG Heuer   | 1:23.229 | 1:22.857 | 1:22.411 | 7    |
| 8                        | 11 | Sergio Pérez      | Force India-Mercedes | 1:23.439 | 1:22.922 | 1:22.814 | 8    |
| 9                        | 27 | Nico Hulkenberg   | Force India-Mercedes | 1:23.259 | 1:22.951 | 1:22.836 | 9    |
| 10                       | 21 | Esteban Gutierrez | Haas-Ferrari         | 1:23.386 | 1:22.856 | 1:23.184 | 10   |
| 11                       | 19 | Felipe Massa      | Williams-Mercedes    | 1:23.489 | 1:22.967 | —        | 11   |
| 12                       | 8  | Romain Grosjean   | Haas-Ferrari         | 1:23.421 | 1:23.092 | —        | 17 1 |
| 13                       | 14 | Fernando Alonso   | McLaren-Honda        | 1:23.783 | 1:23.273 | —        | 12   |
| 14                       | 94 | Pascal Wehrlein   | MRT-Mercedes         | 1:23.760 | 1:23.315 | —        | 13   |
| 15                       | 22 | Jenson Button     | McLaren-Honda        | 1:23.666 | 1:23.399 | —        | 14   |
| 16                       | 55 | Carlos Sainz Jr.  | Toro Rosso-Ferrari   | 1:23.661 | 1:23.496 | —        | 15   |
| 17                       | 26 | Daniil Kvyat      | Toro Rosso-Ferrari   | 1:23.825 | —        | —        | 16   |
| 18                       | 12 | Felipe Nasr       | Sauber-Ferrari       | 1:23.956 | —        | —        | 18   |
| 19                       | 9  | Marcus Ericsson   | Sauber-Ferrari       | 1:24.087 | —        | —        | 19   |
| 20                       | 30 | Jolyon Palmer     | Renault              | 1:24.230 | —        | —        | 20   |
| 21                       | 20 | Kevin Magnussen   | Renault              | 1:24.436 | —        | —        | 21   |
| Tempo dos 107%: 1:27.583 |    |                   |                      |          |          |          |      |
| 22                       | 31 | Esteban Ocon      | MRT-Mercedes         | S/Tempo  | —        | —        | 22   |
| Fonte:                   |    |                   |                      |          |          |          |      |

Notas
↑1  - Romain Grosjean (Haas) perdera cinco posições no grid por conta de uma troca de câmbio.

### Corrida
| Pos.   | Nu. | Piloto            | Construtor           | Voltas | Tempo/Retirado    | Grid | Pontos |
| ------ | --- | ----------------- | -------------------- | ------ | ----------------- | ---- | ------ |
| 1      | 6   | Nico Rosberg      | Mercedes             | 53     | 1:17:28.089       | 2    | 25     |
| 2      | 44  | Lewis Hamilton    | Mercedes             | 53     | +15.070           | 1    | 18     |
| 3      | 5   | Sebastian Vettel  | Ferrari              | 53     | +20.990           | 3    | 15     |
| 4      | 7   | Kimi Raikkonen    | Ferrari              | 53     | +27.561           | 4    | 12     |
| 5      | 3   | Daniel Ricciardo  | Red Bull-TAG Heuer   | 53     | +45.295           | 6    | 10     |
| 6      | 77  | Valtteri Bottas   | Williams-Mercedes    | 53     | +51.015           | 5    | 8      |
| 7      | 33  | Max Verstappen    | Red Bull-TAG Heuer   | 53     | +54.236           | 7    | 6      |
| 8      | 11  | Sergio Pérez      | Force India-Mercedes | 53     | +64.954           | 8    | 4      |
| 9      | 19  | Felipe Massa      | Williams-Mercedes    | 53     | +65.617           | 11   | 2      |
| 10     | 27  | Nico Hulkenberg   | Force India-Mercedes | 53     | +78.656           | 9    | 1      |
| 11     | 8   | Romain Grosjean   | Haas-Ferrari         | 52     | +1 volta          | 17   |        |
| 12     | 22  | Jenson Button     | McLaren-Honda        | 52     | +1 volta          | 14   |        |
| 13     | 21  | Esteban Gutierrez | Haas-Ferrari         | 52     | +1 volta          | 10   |        |
| 14     | 14  | Fernando Alonso   | McLaren-Honda        | 52     | +1 volta          | 12   |        |
| 15     | 55  | Carlos Sainz Jr.  | Toro Rosso-Ferrari   | 52     | +1 volta          | 15   |        |
| 16     | 9   | Marcus Ericsson   | Sauber-Ferrari       | 52     | +1 volta          | 19   |        |
| 17     | 20  | Kevin Magnussen   | Renault              | 52     | +1 volta          | 21   |        |
| 18     | 31  | Esteban Ocon      | MRT-Mercedes         | 51     | +2 voltas         | 22   |        |
| Ret 3  | 26  | Daniil Kvyat      | Toro Rosso-Ferrari   | 36     | Bateria           | 16   |        |
| Ret    | 94  | Pascal Wehrlein   | MRT-Mercedes         | 26     | Vazamento de Óleo | 13   |        |
| Ret    | 30  | Jolyon Palmer     | Renault              | 7      | Danos da Colisão  | 20   |        |
| Ret 2  | 12  | Felipe Nasr       | Sauber-Ferrari       | 6      | Danos da Colisão  | 18   |        |
| Fonte: |     |                   |                      |        |                   |      |        |

Notas
↑2  - Felipe Nasr (Sauber) recebeu 10 segundos de penalidade de tempo por causar a colisão em cima de Jolyon Palmer (Renault).
↑3  - Daniil Kvyat (Toro Rosso) recebeu 5 segundos de penalidade de tempo por excesso de velocidade no pit lane.

## Curiosidade
- Fernando Alonso fez a volta mais rápida com tempo de 1:25.340 e acaba com jejum de 24 anos do motor, Honda sem fazer uma volta mais rápida desde Grande Prêmio de Portugal de 1992.[16]

## Tabela do campeonato após a corrida
Somente as cinco primeiras posições estão incluídas nas tabelas.
| Pos | Piloto           | Pontos | Var |
| --- | ---------------- | ------ | --- |
| 1   | Lewis Hamilton   | 250    | 0   |
| 2   | Nico Rosberg     | 248    | 0   |
| 3   | Daniel Ricciardo | 161    | 0   |
| 4   | Sebastian Vettel | 143    | 0   |
| 5   | Kimi Raikkonen   | 136    | 0   |

| Pos | Construtor           | Pontos | Var |
| --- | -------------------- | ------ | --- |
| 1   | Mercedes             | 498    | 0   |
| 2   | Red Bull-TAG Heuer   | 290    | 0   |
| 3   | Ferrari              | 279    | 0   |
| 4   | Williams-Mercedes    | 111    | 1   |
| 5   | Force India-Mercedes | 108    | 1   |